# この愛にすべてを
『この愛にすべてを』（The Only Game in Town）は、ジョージ・スティーヴンス監督による1970年のアメリカ合衆国のドラマ映画である。スティーヴンスの最後の作品であり、エリザベス・テイラーとウォーレン・ベイティが出演した。
フランク・D・ギルロイによる1968年の同名のブロードウェイ作品を基にギルロイ自身が脚本を執筆した。

## キャスト
| 役名             | 俳優                     | 日本語吹替                                                   |
| 役名             | 俳優                     | TBS版                                                        |
| ---------------- | ------------------------ | ------------------------------------------------------------ |
| フラン           | エリザベス・テイラー     | 文野朋子                                                     |
| ジョー           | ウォーレン・ベイティ     | 伊藤孝雄                                                     |
| ロックウッド     | チャールズ・ブラスウェル | 村越伊知郎                                                   |
| トニー           | ハンク・ヘンリー         | 峰恵研                                                       |
| 不明 その他      | N/A                      | 三枝みち子 立壁和也 千田光男 落合美穂                        |
| 日本語版スタッフ |                          |                                                              |
| 演出             | 演出                     | 長野武二郎                                                   |
| 翻訳             | 翻訳                     | 大野隆一                                                     |
| 調整             | 調整                     | 遠西勝三                                                     |
| 制作             | 制作                     | ニュージャパンフィルム                                       |
| 解説             | 解説                     | 荻昌弘                                                       |
| 初回放送         | 初回放送                 | 1974年12月23日 『月曜ロードショー』 21:00-22:55 正味95分30秒 |

## 製作
20世紀フォックスは舞台のブロードウェイ公演前に55万ドルで映画化権を購入し、またギルロイは脚本料として15万ドルを受け取った。舞台はタミー・グライムズとバリー・ネルソンが主演したが失敗し、16回で上演は終了した。
製作費は1100万ドルに及んだが、これはテイラーが『ふたりは恋人』（1969年）の制作中であった当時の夫のリチャード・バートンの側にいるためにフランスのパリでの撮影を希望したからである。スティーヴンスとテイラーは以前にも『陽のあたる場所』（1951年）と『ジャイアンツ』（1956年）で成功を収めていた。
当初ジョー役としてフランク・シナトラと契約していたが、テイラーの病気で撮影が延期されると他のプロジェクトとスケジュールが競合したために降板し、代役としてベイティが起用された。